# Primula algida
Primula algida är en viveväxtart som beskrevs av Johannes Michael Friedrich Adam. Primula algida ingår i släktet vivor, och familjen viveväxter. Inga underarter finns listade i Catalogue of Life.